# Veronica Lazăr
Veronica Lazăr (n. 16 octombrie 1938, București, România – d. 8 iunie 2014, Roma, Italia) a fost o actriță italiană de origine română.

## Viață și carieră
A debutat în filmul lui Bernardo Bertolucci, Ultimul tango la Paris (1973), apărând apoi în filme ca Luna (1979), Cerul ocrotitor (1990) sau Besieged (1998). Lazăr este probabil cel mai cunoscută pentru rolul demonicei Mater Tenebrarum din filmul lui Dario Argento, Inferno (1980). Lazăr a mai jucat în alte filme: La Sindrome di Stendhal (1996, regia Argento), Identificazione di una donna (1982, regia Michelangelo Antonioni) sau E tu vivrai nel terrore - L'aldil (1981, regia Lucio Fulci).
S-a căsătorit cu actorul italian Adolfo Celi în 1966 cu care are doi copii: regizorul Leonardo Celi și actrița  Alessandra Celi. Ultimul său rol a fost în filmul lui Bertolucci, Eu și tu (2012).

## Filmografie (selecție)
- Ultimo tango a Parigi (Ultimul tango la Paris) (1972)
- Le affinità elettive (1979), film TV
- La luna, regia Bernardo Bertolucci (1979)
- Inferno, regia Dario Argento (1980)
- Giacinta (1980), miniserial TV
- ...E tu vivrai nel terrore! L'aldilà (Seven Doors of Death) (1981)
- Les ailes de la colombe (1981)
- Identificazione di una donna (1982)
- Un caso d'incoscienza (1984), film TV
- Io e mia sorella (Eu și sora mea,1987)
- Berlin-Jerusalem (Berlin-Ierusalim) (1989)
- Il sole buio, regia  Damiano Damiani (1990)
- Il tè nel deserto (Cerul ocrotitor ) (1990)
- Verso sera (1991)
- La bionda (1992)
- Al di là delle nuvole (Dincolo de nori, 1995)
- La sindrome di Stendhal (1996)
- Storia di Chiara (Herzen im Sturm) (1996), film TV
- L'assedio (Besieged) (1998)
- Il manoscritto del principe (2000)
- L'impero (Imperiul , 2000), miniserial TV
- Ginostra (2002)
- 6 passi nel giallo - Gemelle, regia Roy Bava (2012)
- Io e te, regia Bernardo Bertolucci (Eu și tu, 2012)

## Legături externe
- Veronica Lazăr la Internet Movie Database
- Veronica Lazăr la CineMagia